# The Fatal Hour (film, 1908)
Pour les articles homonymes, voir The Fatal Hour.
Pour plus de détails, voir Fiche technique et Distribution.
The Fatal Hour est un film muet américain réalisé par D. W. Griffith, sorti en 1908.

## Synopsis
Une policière traine une bande d'esclavagistes devant les tribunaux et évite le piège qui devait causer sa mort à midi tapante.

## Fiche technique
- Titre : The Fatal Hour
- Réalisation et scénario : D. W. Griffith
- Production : Edwin S. Porter[2]
- Société de production et de distribution : American Mutoscope and Biograph Company[3]
- Photographie : Arthur Marvin
- Pays de production :  États-Unis
- Format[4] : Noir et blanc - Muet - 1,33:1 ou 1,37:1[5] - 35 mm[5],[6]
- Longueur de pellicule : 832 pieds (254 mètres[6])
- Durée : 14 minutes (à 16 images par seconde)[4]
- Genre :  Policier
- Date de sortie : 18 août 1908

## Distribution
Les noms des personnages proviennent de l'Internet Movie Database.
- Charles Gorman
- Linda Arvidson : la femme kidnappée
- Marion Leonard
- George Gebhardt : Hendricks
- Jeanie Macpherson
- Harry Solter : Pong Lee[2],[5]
- Florence Auer[2]
- D. W. Griffith : un policier[2],[5]
- Anthony O'Sullivan : le conducteur chinois[2]
- Mack Sennett : un policier[2],[5]

## Autour du film
Les scènes du film ont été tournées les 21 et 27 juillet 1908 dans le studio de la Biograph à New York et à Fort Lee, dans le New Jersey.